# 高秉常
高秉常主教（英語：Bishop Arquimínio Rodrigues da Costa；1924年7月8日—2016年9月12日）是葡萄牙籍天主教主教及第21任澳門教區主教。

## 生平
高秉常出生於1924年7月8日，葡萄牙亞速爾群島當中皮庫島的馬達萊娜。自幼到葡屬澳門就讀聖若瑟修院。1949年10月6日，在澳門教區晉鐸。他曾出任修院教授、院長及署理主教之職。1973年被選為天主教澳門教區代主教，掌管教區教務。
1976年3月25日，被時任教宗保祿六世委任為第21任澳門教區主教。同年3月25日，在澳門聖母聖誕主教座堂由香港教區胡振中主教晉牧就職。
1979年，高秉常主教訓令聖若瑟中學與將望德中學、真原小學合併成為聖若瑟教區中學，也成為全澳門唯一的聯網學校。
高主教在任期間把澳門教區的財務及行政重新納入正軌，同時組織澳門天主教學校聯會，以聯絡各修會主辦的學校。並組織澳門修女聯會，以聯絡駐澳各女修會。又創辦五所牧民中心，以促進社會傳教和培育工作。高主教於1988年10月6日榮休。於2016年9月12日，在故鄉葡萄牙亞速爾群島的皮庫島逝世，終年92歲。
高主教於1986年獲澳門東亞大學授予其榮譽哲學博士學位。1984年獲葡萄牙共和國總統授予其功德高級軍官勛章，1988年又授予其功績大十字勳章。他故鄉的亞速爾群島地區立法會，在2012年授予其自治區傑出成就勳章。